# Partit de la Reforma (Letònia)
El Partit de la Reforma: en letó: Reformu partija, fins a abril de 2012 conegut com a Partit Reformista de Zalters (en letó: Zatlera Reformu partija), va ser un partit polític de Letònia d'ideologia centre-dreta fundat per l'ex president Valdis Zatlers el 23 de juliol de 2011.

## Història
El 9 de juliol de 2011, Zalters va anunciar que fundaria el partit el 23 de juliol de 2011: el mateix dia del referèndum de la dissolució parlamentària. El partit va ser fundat com es va dir, i Zatlers va ser escollit el seu president per 251 vots a favor i dos en contra. Zatlers va comunicar que el partit no cooperaria amb els tres partits oligarques -la Unió de Verds i Agricultors, Partit Primer de Letònia / Camí de Letònia, i els del Partit Popular.
Una enquesta va suggerir que el 33% dels votants recolzaria el nou partit, i a partir de juliol de 2011, el 17,5% votaria per ells, mentre que el 52% creien que el partit aconseguiria escons al Saeima.
Al setembre de 2011, més de 1.000 persones s'havien unit al partit. A partir del 19 de juliol 2011 el nucli del partit estava format per 15 a 20 membres. S'havia redactat 10 principis de treball, i s'estava discutint sobre seu, es va invitar a la participació de qualsevol persona que hagués sol·licitat formar part del partit.
A les eleccions parlamentàries de 2011, el partit va guanyar 22 escons, convertint-se en el segon partit més gran, darrere Centre de l'Harmonia. Va estar d'acord per formar una coalició amb Unitat i, després de negociacions amb Aliança Nacional, perquè Valdis Dombrovskis continués com a primer ministre i Zatlers fos President del Saeima. El 17 d'octubre de 2011, Zatlers no va aconseguir ser elegit President, com s'havia acordat, i Solvita Āboltiņa d'Unitat va ser reelegida en el seu lloc. Sis diputats del Partit Reformista de Zalters -Klāvs Olšteins, Elīna Siliņa, Gunārs Rusiņš, Jānis Upenieks, Viktors Valainis, i Jānis Junkurs- van abandonar el partit per convertir-se en membres no inscrits.
Per l'abril de 2012, el partit Partit Reformista de Zalters va canviar el seu nom al de Partit de la Reforma.
Per a les eleccions de 2014, el Partit de la Reforma va anunciar un pacte electoral amb el seu soci de coalició de govern, el partit Unitat.
El març de 2015, el partit va començar el procés formal de dissolució.

## Resultats electorals

### Parlament (Saeima)
| Any  | Vots    | %    | Escons   | +/– |
| ---- | ------- | ---- | -------- | --- |
| 2011 | 190,853 | 20.8 | 22 / 100 |     |